# 荷尔蒙 (泰国剧集)
《荷爾蒙》，是由GMM Tai Hub出品的泰國青少年電視劇系列。劇情聚焦在高中生的生活與彼此的關係，包含校園及家庭生活，以及所面臨的各種議題。有別於以往泰國電視的模式是泰式電視劇以及情境喜劇，荷爾蒙被認為較帶有西方風格以及電影製作的拍攝手法。 其不同的特色包含以一些爭論性的議題為主題，例如青少年性愛及懷孕、同性戀、以及校園暴力。
第一季於2013年5月到8月在電視台GMM One以及線上播映。儘管沒有在免付費的無線電視臺放送，仍然獲得廣大迴響，也促成了第二季的產生。第二季於2014年7月開始播映。

## 製作
《荷爾蒙》由泰國製片公司GMM Tai Hub以及子公司Nadao Bangkok製作。根據導演松耀司·舒克馬卡納尼表示，此剧原先一部分只是GTH創作來提供機會給其旗下青少年演員以及一部分帶有實驗性質地製作不同於以往泰國電視劇的模式。其概念有部分是源自於2008年的原文同名電影《愛我一下夏》以及受到英國影集《皮囊》的啟發，旨在探索及描述青少年生活的不同議題及面向，包含在泰國社會中公開討論被認為是禁忌的青少年性愛以及校園暴力。
創作劇本時，導演及編劇團隊針對當代的青少年議題作了線上調查，也從參與演出的演員們身上了解。導演想避免用傳道的方式，而以青少年的角度傳達議題，並透過劇中角色的經歷表達某些行為的後果。 導演選擇用他熟悉的拍攝電影的手法加以改變成適合電視劇的拍攝，荷爾蒙第一季的拍攝時間從2012年12月至2013年的4月
雖然原本僅計畫製作一季，但GTH在第一季尾聲時宣布要製作第二季，以回應此劇受歡迎的程度。原導演松耀司在第二季變成製作人，而由原本共同編寫劇本的Kriangkrai Vachiratamporn執導第二季。GTH也同時宣布製作實境節目 「Hormones: The Next Gen」，來挑選額外替補原先第一季角色的演員。

## 演员阵容

### 第一季
- 帕查拉·奇拉錫瓦特（Peach）饰演 Win

聰明，敢於思考，敢於嘗試，並能勇敢地表現出來，具有領導者意識。是校園內最受歡迎的男孩，習慣他想要的都要得到。性開放，和學姐Bee和同學Sprite都發生過性關係。不經意製造與Sprite和Toei有曖昧的樣子，惹怒Phai和Tar，並連累Toei被Bee霸凌。Mok的同桌兼好友，與Tar的關係也很好。喜歡Kongkwan，時常表現自己以獲取她的注意，第三季結局與她成為情侶。
- 安格蘇瑪琳·希拉帕薩肯塔（Pattie）饰演 Kongkwan（Kwan）

模範生，被同學視為是完美的女孩。對自己是私生女的事渾然不知，在知道以後一度不能接受自己的媽媽。曾和Mok交往，但仍對Win有感覺，第三季結局時和Win成為情侶。
- 苏卡达·顾珑希（Punpun）饰演 Toei

簡單，和男生相處得更好，也因此受到其他女生的排擠，刻意與男生保持距離招黑體制，時常被霸凌。Phu初中時的前女友，與他藕斷絲連。因為性格太好，而不經意地陷入Phu和Thee、Tar和Kanompang的五角關係裡，第三季結局時和Tar成為情侶。
- 朱塔吾·帕塔拉刚普（March）饰演 Phu

學校銅管樂隊的薩克斯風手，Phao的哥哥，Toei初中時的前男友，和他藕斷絲連的同時喜歡上Thee。第二季結局時與Thee重拾舊好，第三季結局與他穩定交往。
- 西拉差·坚他文（Michael）饰演 Mok

愛好攝影的男孩。Win的同桌兼好友，與Tar的關係也很好。喜歡Kongkwan，與她短暫交往過，後來看透並明白她的心意而分手。
- 甘·纯郝哇（英语：Gunn Junhavat） 饰演 Tar

真誠，內心懷有強烈的夢想，並為了實現它而全心全意地努力的男孩。校園樂團SeeScape第一期的新吉他手。與Win、Mok和Phai的關係都很好。曾和Kanompang交往，为Toei的同桌。喜歡Toei，在第三季結局時成為情侶。
- 苼楠塔茬·塔纳潘披散（英语：Sananthachat Thanapatpisal）（Fon）饰演 Dao

極度天真的女孩，腦洞很大的網絡寫手。家教嚴格，有個過度保護她的媽媽。曾被補習班同學Din騙走初夜，一度擔心懷孕。于第二季喜歡Koi，並在第三季和她穩定交往。
- 塔纳波·里拉塔纳卡邹（Tor）饰演 Phai

魯莽，常惹麻煩的他看起來很堅強，但內心十分脆弱。Sprite的男友，不能接受她和別的男生有曖昧。在乎周圍人的感受，會用盡所有方式保護自己愛的人和夥伴。
- 素帕莎·他那差（Kao）饰演 Sprite

外表亮麗，性觀念上思想前衛的女孩，也是Phai的女友。
- 社他武·阿努西（Tou）饰演 Thee

合艾人、住校生。學校銅管樂隊的長笛手，是Phu藕斷絲連的男友，結局時穩定交往。曾會錯意並喜歡Non。性格內向，一旦愛誰便深愛。心口不一，不太愛把自己的感受說出來。
- 纳帕·崇金达柴（Top）饰演 Popcorn（Pop）

Kanompang的哥哥，校內記者，知道校內發生的大小事。外向開朗，在創造娛樂氣氛方面很有能力，對待愛情十分認真。
- 葵咪莎拉·普碟（Belle）饰演 Koi

Dao最好的朋友，情緒容易波動，但一般不會表現出來。在第二季时喜歡Dao，在第三季與她穩定交往。

### 第二季
- 妮查潘·查采芃纳（Praewa）饰演 Kanompang（Pang）

清新活潑，很友好，內心敏感，願意為自己在乎的每件事、每個人付出，尤其是自己愛的人。Pop的妹妹，喜歡Tar並和他短暫交往過，和Toei陷入三角關係並仇視她。
- 甘雅薇·诵恩（Thanaerng）饰演 Jan

自信聰明，喜欢自由，不輕易相信別人，擅長掩藏自己的感受。12歲的她曾到美國讀書，16歲時和Win有萍水之交，因為哥哥去世的關係回国读书。原本喜歡Win，後来她的喜欢对象为Sun。
- 娜琳坤·凯普拉帕功（Frung）饰演 Oil

文靜，舉止斯文，最愛自己的朋友，但有說謊的習慣。曾使用Sprite的名義經營臉書假賬號，間接害她被襲擊。喜歡First，後分手。
- 提顶·玛哈由踏纳（Bank）饰演 Non

合艾人，住宿生。愛玩，搞笑，體育能力出色，動作靈敏有活力。思想單純，容易和別人相處。喜歡Kanompang，和Thee有曖昧關係。
- 奔弘·奔提维此弓（Ton） 饰演 Phao

Phu的弟弟，Robot的同桌。求知欲和好奇心強，勇於嘗試，看起來很隨便，但對自己熱愛的事情很認真，十分看重朋友，有著小男孩特有的愛搗亂的脾性。
- 提拉東·蘇帕龐皮尤（James）饰演 Sun

喜歡Jane，是Seescape Band的第二期主唱。脾氣好，愛玩鬧，有些小心機，具有領導意識，對事物觀察仔細。

### 第三季
- 翁拉维·那提通（Sky）饰演 Pala

內向，愛笑，認真，不善言辭，樂觀。有個過度保護他的婆婆。喜歡Zomzom，第三季結局時成為情侶。
- Sarit Tailetwichen（Pea） 饰演 Boss

清新乾淨，看起來踏實、認真、聰明到無人可比的的男生，可是十分偏執。喜歡Oil。
- Nutchapan Paramacharenroj（Pepo） 饰演 First

愛笑樂觀，喜歡逗朋友開心，但其實是家庭暴力下的受害人。喜歡Oil。
- 娜露潘格慕·柴辛 饰演 Zomzom

直來直往，凶巴巴的，很愛護自己的朋友，絕不允許朋友被欺負。爸爸是同性戀者，和Mali的爸爸是情人。喜歡Pala，結局时成為情侶。
- 阿缇塔亚·奎可  饰演 Mali

因為爸爸的關係從美國來到泰國讀書的高一新生。
- 吉拉宇·考拜邁（Rolex） 饰演 Robot

### 其他演员
- 阿帕斯莉·妮缇布恩 饰演 Khongkwan妈妈
- 阿瓦·拉塔纳平塔 饰演 Oak
- 司提瓦·因恩巴同（Toey） 饰演 Grit

## 外部連結
- 荷尔蒙的Facebook專頁（页面存档备份，存于）